# Factoría de Artes Escénicas
La Factoría de Artes Escénicas (en catalán Factoria d’Arts Escèniques) es un equipamiento cultural destinado a la formación, producción y exhibición de las artes escénicas. Se encuentra en la calle Baldiri Reixach, 403 de Bañolas, Pla de l'Estany. El edificio recibió la visita de la ministra de Cultura, González-Sinde el octubre del 2010 y estrenó su primera obra el 27 de marzo de 2011 pero no se inauguró oficialmente hasta el 20 de abril de 2011.

## Aula de Teatro
El Aula de Teatro (en catalán: Aula de Teatre) es un centro de formación de las artes escénicas promovido por el área de cultura del ayuntamiento de Bañolas. La Factoría de Artes Escénicas es su sede desde el año 2011. El Aula de Teatro se fundó en 1995 pero desde entonces no había tenido sede fija, pasando por Can Castanyer y el Teatro Municipal entre otros equipamientos. De Aula de Teatro han salido compañías teatrales como Cor de Teatre, Pocapuc Teatre, Kafkiana y El Vol del Pollastre.